# Suze, Drôme
Suze är en kommun i departementet Drôme i regionen Auvergne-Rhône-Alpes i sydöstra Frankrike. Kommunen ligger i kantonen Crest-Nord som tillhör arrondissementet Die. År 2022 hade Suze 247 invånare.

## Befolkningsutveckling
Antalet invånare i kommunen Suze
Referens:INSEE